# Kazuaki Nagasawa
Kazuaki Nagasawa (jap. 長澤 和明, Nagasawa Kazuaki; * 4. Februar 1958 in der Präfektur Shizuoka) ist ein ehemaliger japanischer Fußballspieler und -trainer.

## Nationalmannschaft
1978 debütierte Nagasawa für die japanische Fußballnationalmannschaft. Nagasawa bestritt neun Länderspiele.

## Errungene Titel
- Japan Soccer League: 1987/88
- Kaiserpokal: 1982